# Nicandro Izzo
Nicandro Izzo (Calvi Risorta, 1º dicembre 1944 – Napoli, 31 gennaio 1983) è stato un militare italiano, vittima della Camorra.

## Biografia
Nicandro Izzo si arruola nel Corpo degli agenti di custodia il 30 marzo del 1967 e svolge il corso di formazione presso la scuola allievi di Cairo Montenotte al termine del quale è assegnato alla casa lavoro dell'isola di Gorgona.
Nel 1969 è trasferito presso la direzione della casa circondariale di La Spezia dove rimane in servizio fino al gennaio 1970, per poi essere definitivamente assegnato nell'estate del 1976 alla casa circondariale di Napoli-Poggioreale dove resta in servizio sino al 31 gennaio 1983, giorno della sua morte. 
Comandato di servizio al controllo e accettazione pacchi indirizzati ai detenuti, Nicandro seppe svolgere con fermezza e rigore il compito assegnatogli, attenendosi sempre alle ferree regole che disciplinano tale servizio, senza mai permettere il passaggio di materiale non ammesso, sapendo bene che molti dei pacchi che venivano controllati erano destinati ad importanti camorristi del carcere i quali, malgrado oggettive difficoltà, cercavano sempre di controllare i loro criminosi affari all'esterno.
Vistasi oltraggiata ed osteggiata da un agente di custodia, un figlio dello Stato nemico, la camorra ne sentenziò la morte. 
Diverse minacce, regolarmente denunciate, erano giunte a Nicandro e, proprio per questo motivo, il Ministero di Grazia e Giustizia dispose, a tutela della sua persona, il trasferimento a Roma presso il carcere di Regina Coeli. 
Nicandro non raggiunse mai la nuova destinazione.

### L'omicidio
La mattina del 31 gennaio 1983, dopo aver salutato il ragioniere dell'Istituto di Poggioreale, suo compaesano ed amico, Nicandro Izzo fu freddato da un colpo di pistola alla testa mentre a piedi stava raggiungendo Porta Capua da dove avrebbe preso l'autobus che l'avrebbe riportato a casa.

## Memoria
Il 31 maggio 2010 nel Comune di Calvi Risorta (CE) è stata intitolata un'area verde attrezzata a Nicandro Izzo. 
Nicandro Izzo è ricordato ogni anno il 21 marzo nella Giornata della Memoria e dell'Impegno di Libera, la rete di associazioni contro le mafie, che in questa data legge il lungo elenco dei nomi delle vittime di mafia e fenomeni mafiosi.
Il 13 giugno 2024 alla presenza del Sottosegretario di Stato alla Giustizia On. Andrea Delmastro Delle Vedove, del Vice Capo del Dipartimento Dott.ssa Lina Di Domenico, delle massime autorità civili, militari, ma soprattutto dei suoi familiari, in particolare della moglie Maria e dei figli Orsola ed Antonio, il Dipartimento dell'Amministrazione Penitenziaria ha intitolato a Nicandro Izzo la Casa Circondariale di Viterbo.